# Carmaux
Carmaux er en kommune og by i Tarn departementet i Occitanie i det sydlige Frankrig.
Der blev fra det 13. århundrede og frem til år 2000 udvundet kul i Carmaux.